# Korovnice smrková
Korovnice smrková (Sacchiphantes abietis) je mšice poškozující jehlice sáním. Hmyz vytváří při sání na jehlicích hálky. Korovnice smrková je řazena do čeledě korovnicovití (Adelgidae), řádu polokřídlí (Hemiptera). V ČR jsou korovnice nejvýznamnější skupinou savého hmyzu vyskytujícího se na jehličnatých dřevinách. Korovnice zelená (Sacchiphantes viridis) je považována někdy za poddruh tohoto druhu.
Od některých příbuzných druhů korovnice se korovnice smrková liší například tím, že nestřídá hostitele a je vázána výlučně na smrk, zatímco třeba korovnice zelená (Sacchiphantes viridis), střídá v letní generaci mšic smrk s modřínem.

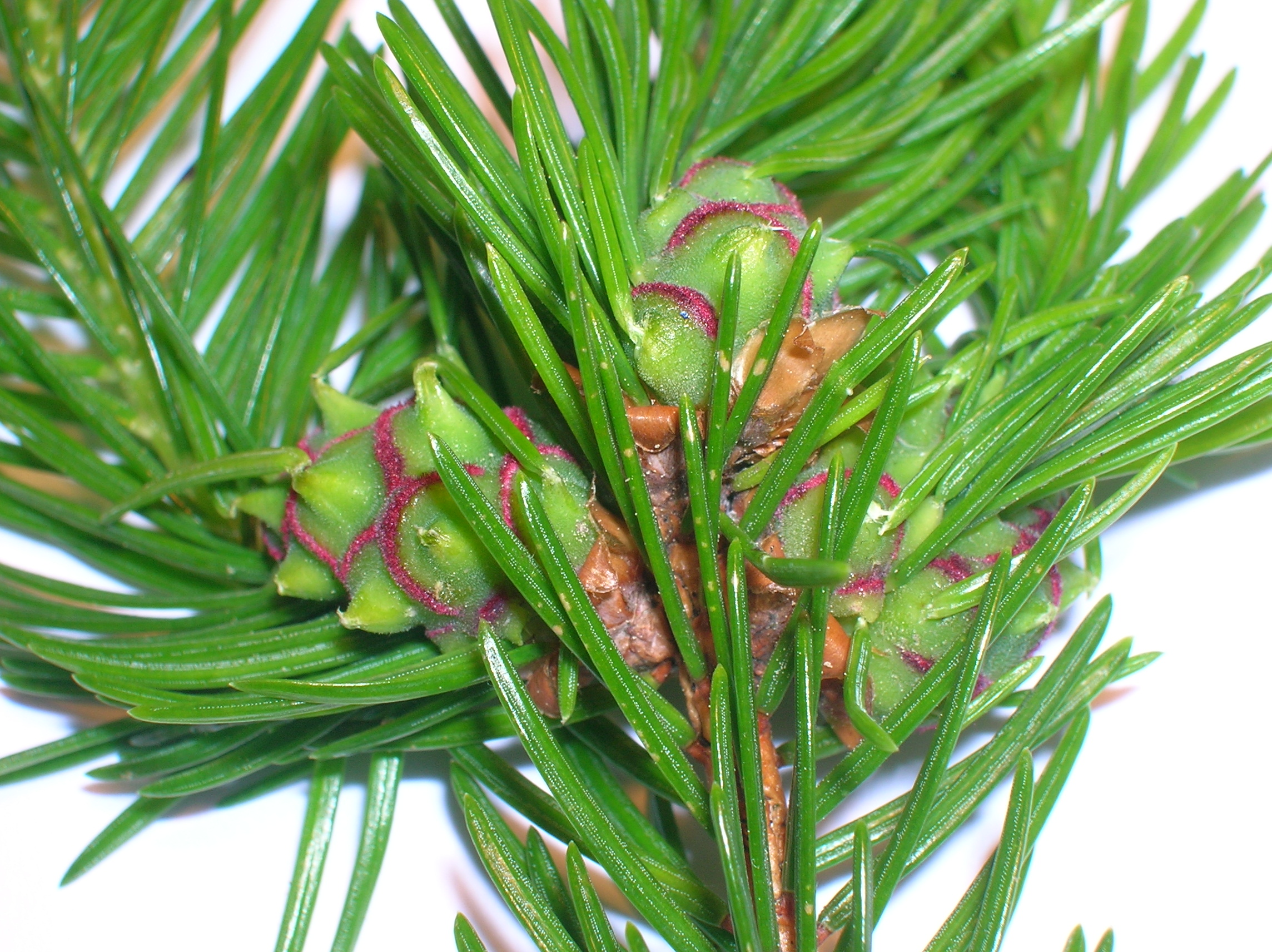
Hálka druhu korovnice Sacchiphantes abietis.

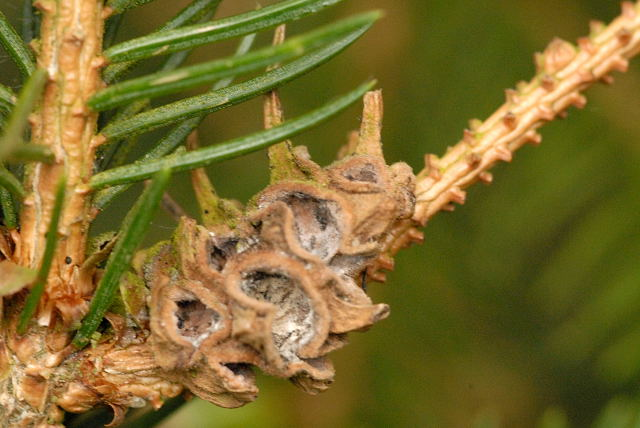
Zdřevnatělá hálka druhu korovnice Sacchiphantes abietis.

## EPPO kód
ADLGAB

## Synonyma patogenu

### Vědecké názvy
Podle webu Biolib je pro patogen s označením korovnice smrková Sacchiphantes abietis používáno více rozdílných názvů, například Adelges abietis nebo Chermes abietis.

## Zeměpisné rozšíření

### Výskyt v Evropě
Ve všech částech.

### Výskyt v Česku
Běžný druh.

## Popis
Délka těla kolem 0,2 cm. Mšice jsou obaleny voskovými strukturami vylučovanými na povrch těla. Druhy se velmi obtížně rozlišují, je potřebná znalost způsobu života.

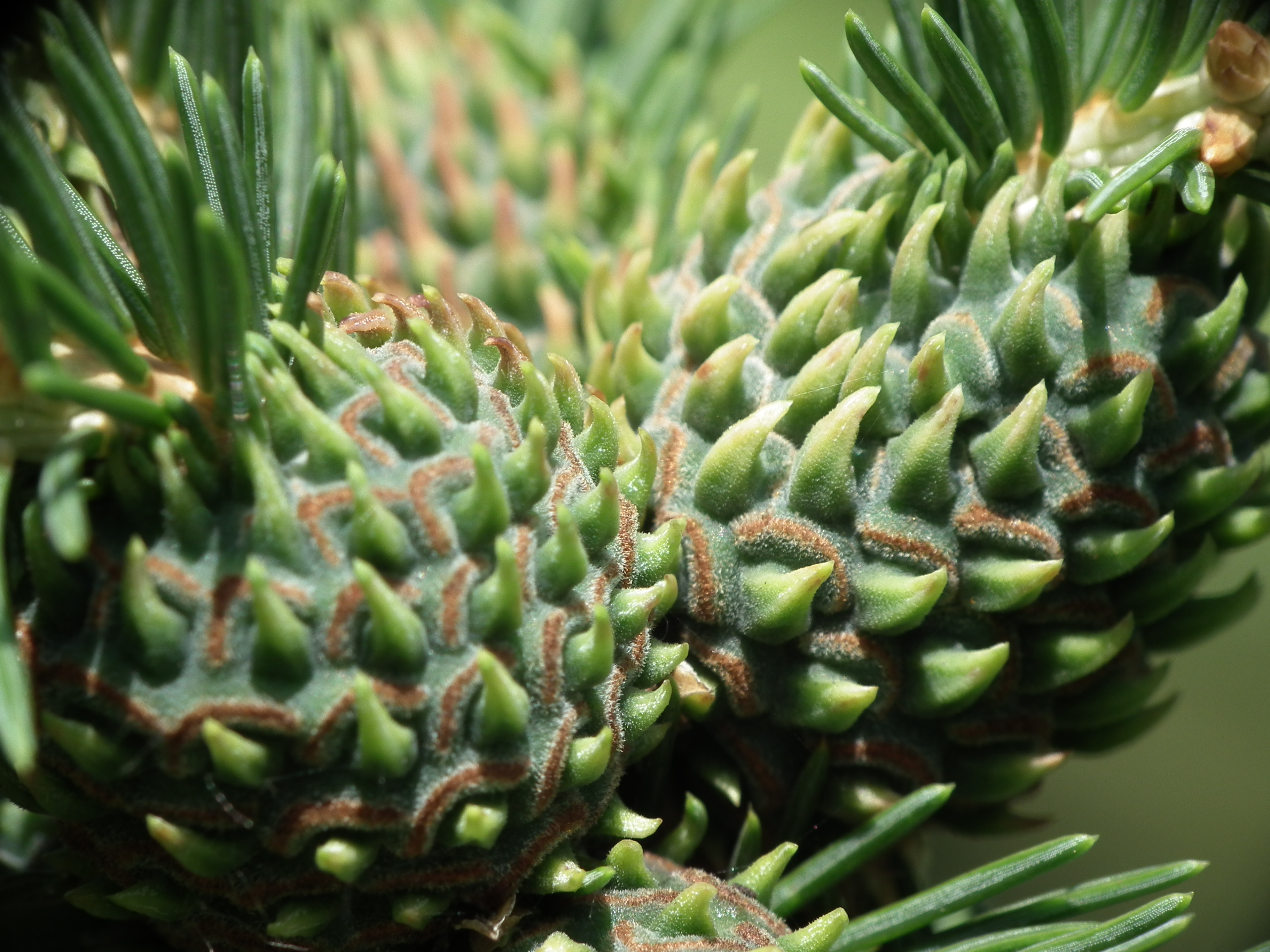
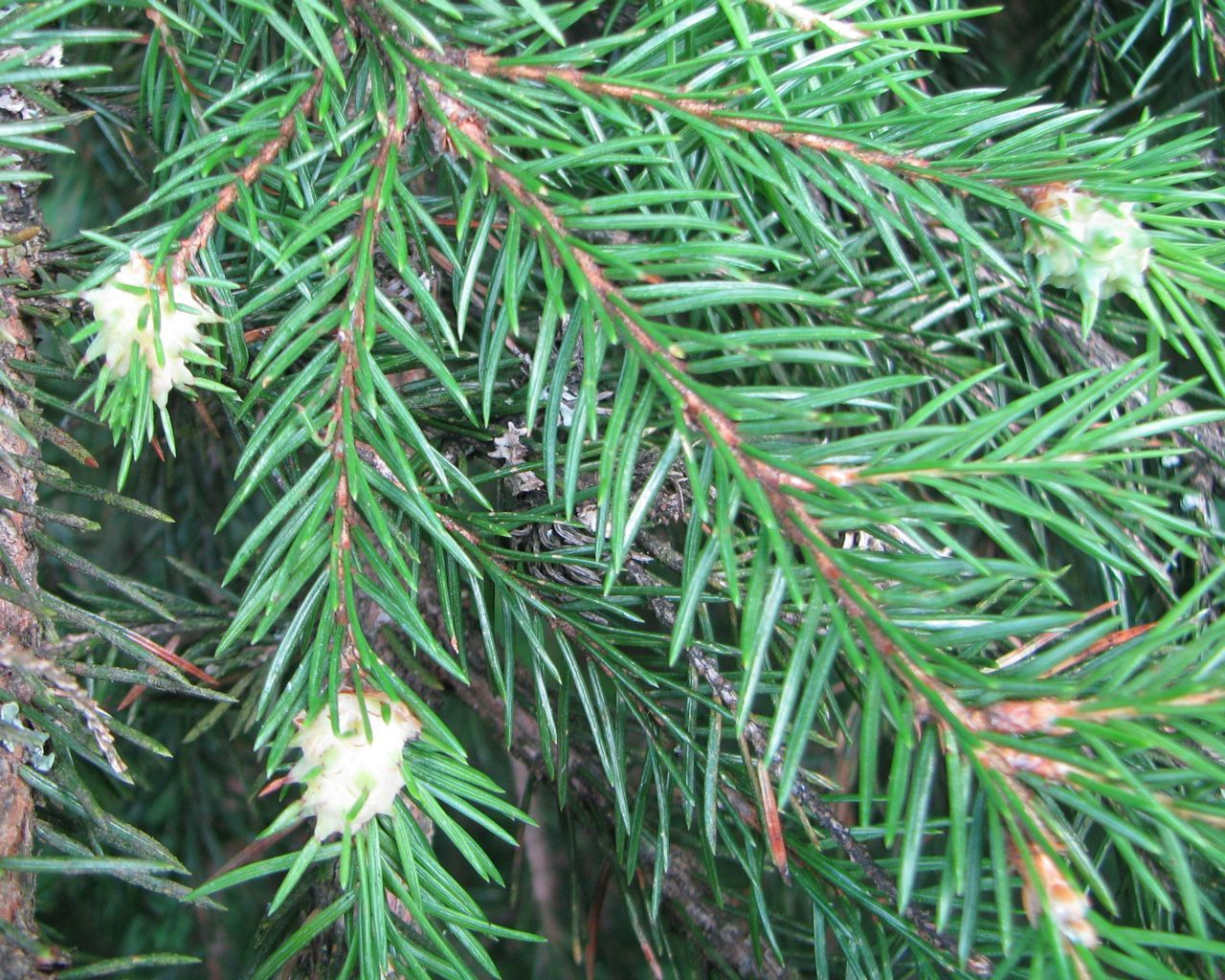
Hálky na větvičkách smrku.
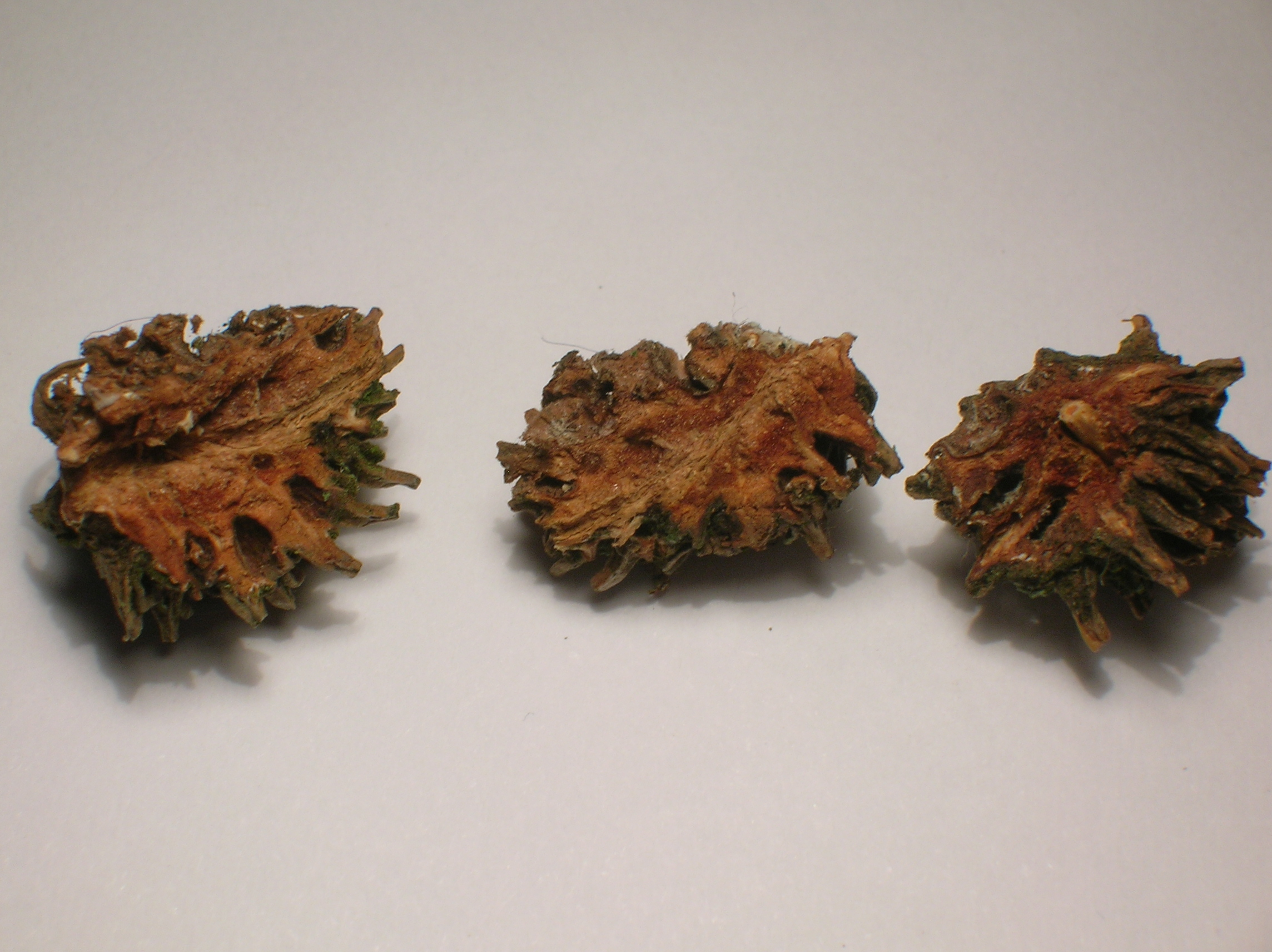

## Hostitel
Rod smrk. Pokud je brána v úvahu korovnice zelená jako týž druh, pak i modřín, jako sekundární hostitel.

## Příznaky
Hálky se mšicemi na větvičkách, jedinci na jehlicích, medovice.

### Možnost záměny
Hálkotvorné mšice.

## Význam
Optické poškození, někdy dochází k odumírání výhonů v důsledku sekundární infekce.

## Biologie
Korovnice má úplný, dvouletý generačním cyklus, během něhož zůstává na jednom hostiteli – smrk
Je brán v úvahu druh korovnice zelená jako poddruh nebo týž druh, pak má úplný, dvouletý generační cyklus, během něhož jsou vystřídáni dva hostitelé – smrk a modřín.
Z přezimovaného vajíčka se líhne a parazituje na smrku fundatrix („zakladatelka“) a klade základ parthenogetické generace, na smrku se líhne i okřídlené stadium přelétávajícího na modřín (u korovnice zelené). Na modřínu (u korovnice zelené) saje letní generace a přelétá zpět na smrk.
Na smrku saje rovněž letní generace druhu korovnice smrková. Na smrku se na podzim líhne a klade vajíčka jediná oboupohlavní generace „sexuales“ (samec a samice).

## Ekologie
Lesy, parky, zahrady.

## Šíření
Okřídlené podzimní a letní stádium.

## Ochrana rostlin
Obvykle je napadení omezené a ochrana není nutná. Na nevhodném stanovišti však může dojít k vážnějším poškozením.

### Chemická ochrana
Patogen může být omezen chemicky insekticidy. Zimní postřik lze provádět od konce září.

### Agrotechnická opatření
Odstřihávání větviček, nebo likvidace celých stromků.